# دث‌کلاک
دث‌کلاک (انگلیسی: Dethklok) یک گروه تخیلی ملودیک دث متال است که در مجموعه پویانمایی ادالت سویم به نام متالوکالیپس (انگلیسی: Metalocalypse) حضور دارد و به‌خاطر مضامین غزلی طنز یا تمسخرآمیز معروف است.